# 0,999...
У математици, 0,999... (такође се пише као 0,9, 0, или 0,(9)) јесте периодични децимални број који представља алтернативни начин записивања броја 1. Према стандардним правилима за представљање реалних бројева у децималном запису, његова вредност је најмањи број већи или једнак сваком броју у низу 0,9, 0,99, 0,999, и тако даље. Може се доказати да је овај број 1; то јест,
{\displaystyle 0,999\ldots =1.}
Упркос уобичајеним заблудама, 0,999... није „скоро тачно 1” нити „врло, врло близу, али не сасвим 1”; већ „0,999...” и „1” представљају потпуно исти број.
Постоји много начина да се покаже ова једнакост, од интуитивних аргумената до математички ригорозних доказа. Интуитивни аргументи се углавном заснивају на својствима коначних децималних бројева која се без доказа проширују на бесконачне децималне бројеве. У наставку је дат елементаран, али ригорозан доказ који укључује само елементарну аритметику и Архимедову аксиому: за сваки реалан број постоји природни број који је већи (на пример, заокруживањем навише). Други докази се углавном заснивају на основним својствима реалних бројева и методама анализе, као што су редови и лимеси. Питање које се проучава у математичком образовању јесте зашто неки људи одбацују ову једнакост.
У другим бројевним системима, 0,999... може имати исто значење, другачију дефиницију или бити недефинисано. Сваки не-нулти коначни децимални број има два једнака записа (на пример, 8,32000... и 8,31999...). Поседовање вредности са вишеструким записима је карактеристика свих позиционих бројевних система који представљају реалне бројеве.

## Елементарни доказ
Могуће је доказати једначину 0,999... = 1 користећи само математичке алате поређења и сабирања (коначних) децималних бројева, без икаквог позивања на напредније теме. Доказ дат у наставку је директна формализација интуитивне чињенице да, ако се 0,9, 0,99, 0,999, итд. нацртају на бројевној правој, не остаје простора за постављање броја између њих и 1. Значење записа 0,999... је најмања тачка на бројевној правој која лежи десно од свих бројева 0,9, 0,99, 0,999, итд. Пошто на крају нема простора између 1 и ових бројева, тачка 1 мора бити ова најмања тачка, па је 0,999... = 1.

### Интуитивно објашњење
Ако се 0,9, 0,99, 0,999, итд. поставе на бројевну праву, одмах се види да су све ове тачке лево од 1 и да се све више приближавају 1. За било који број {\displaystyle x} који је мањи од 1, низ 0,9, 0,99, 0,999, и тако даље, ће на крају достићи број већи од {\displaystyle x}. Дакле, нема смисла идентификовати 0,999... са било којим бројем мањим од 1. У међувремену, сваки број већи од 1 биће већи од било ког децималног броја облика 0,999...9 за било који коначан број деветки. Стога, 0,999... се не може идентификовати ни са једним бројем већим од 1. Пошто 0,999... не може бити веће од 1 нити мање од 1, мора бити једнако 1 ако уопште треба да буде неки реалан број.

### Ригорозни доказ
Означимо са 0,(9)n број 0,999...9, са {\displaystyle n} деветки после децималног зареза. Тако је 0,(9)1 = 0,9, 0,(9)2 = 0,99, 0,(9)3 = 0,999, и тако даље. Имамо 1 − 0,(9)1 = 0,1 = {\displaystyle \textstyle {\frac {1}{10}}}, 1 − 0,(9)2 = 0,01 = {\displaystyle \textstyle {\frac {1}{10^{2}}}}, и тако даље; то јест, 1 − 0,(9)n = {\textstyle {\frac {1}{10^{n}}}} за сваки природни број {\displaystyle n}.
Нека је {\displaystyle x} број који није већи од 1 и већи је од 0,9, 0,99, 0,999, итд.; то јест, 0,(9)n < {\displaystyle x} ≤ 1, за свако {\displaystyle n}. Одузимањем ових неједнакости од 1, добијамо 0 ≤ 1 − {\displaystyle x} < {\displaystyle \textstyle {\frac {1}{10^{n}}}}.
Крај доказа захтева да не постоји позитиван број који је мањи од {\textstyle {\frac {1}{10^{n}}}} за свако {\displaystyle n}. Ово следи из Архимедове аксиоме, која се може изразити као: „за сваки реалан број, постоји природан број који је већи”. Израчунавањем реципрочне вредности, ово имплицира да за сваки позитиван реалан број постоје природни бројеви чије су реципрочне вредности мање. Стога, за било који позитиван реалан број, мора постојати неко {\displaystyle n} такво да је {\textstyle {\frac {1}{10^{n}}}} мање. Ово својство имплицира да ако је 1 − {\displaystyle x} < {\displaystyle \textstyle {\frac {1}{10^{n}}}} за свако {\displaystyle n}, онда 1 − {\displaystyle x} може бити једнако само 0. Дакле, {\displaystyle x} = 1 и 1 је најмањи број који је већи од свих 0,9, 0,99, 0,999, итд. То јест, 1 = 0,999..., као што је и тврђено. Овај доказ се ослања на Архимедову аксиому рационалних и реалних бројева. Реални бројеви се могу проширити у бројевне системе, као што су хиперреални бројеви, са бесконачно малим бројевима (инфинитезималима) и бесконачно великим бројевима (бесконачним бројевима). Када се користе такви системи, нотација 0,999... се углавном не користи, јер не постоји најмањи број међу бројевима већим од свих 0,(9)n.

### Најмање горње границе и потпуност
Део онога што овај аргумент показује јесте да постоји најмања горња граница низа 0,9, 0,99, 0,999, итд.: најмањи број који је већи од свих чланова низа. Један од аксиома система реалних бројева је аксиома потпуности, која каже да сваки ограничен низ има најмању горњу границу. Ова најмања горња граница је један од начина дефинисања бесконачних децималних записа: реалан број представљен бесконачним децималним записом је најмања горња граница његових коначних скраћења. Овде аргумент не мора да претпостави потпуност да би био валидан, јер показује да овај конкретан низ рационалних бројева има најмању горњу границу и да је та најмања горња граница једнака јединици.

## Алгебарски аргументи
Једноставне алгебарске илустрације једнакости су предмет педагошке расправе и критике. Byers (2007) разматра аргумент да се у основној школи учи да је {\textstyle {\frac {1}{3}}} = 0,333..., па, игноришући све суштинске суптилности, „множење” ове једнакости са 3 даје 1 = 0,999.... Он даље каже да овај аргумент није убедљив, због нерешене двосмислености у вези са значењем знака једнакости; ученик би могао помислити: „То сигурно не значи да је број 1 идентичан ономе што се подразумева под нотацијом 0,999...”. Већина студената основних студија математике са којима се Бајерс сусрео сматра да је 0,999... „веома близу” 1 на основу овог аргумента, а неки чак кажу да је „бесконачно близу”, али нису спремни да кажу да је једнако 1. Richman (1999) разматра како „овај аргумент добија на снази из чињенице да је већина људи индоктринирана да прихвати прву једначину без размишљања”, али такође сугерише да би аргумент могао навести скептике да преиспитају ову претпоставку.
Бајерс такође представља следећи аргумент.
Ученици који нису прихватили први аргумент понекад прихватају други аргумент, али, по Бајерсовом мишљењу, и даље нису решили двосмисленост, и стога не разумеју представљање бесконачних децималних бројева. Peressini & Peressini (2007), представљајући исти аргумент, такође наводе да он не објашњава једнакост, указујући да би такво објашњење вероватно укључивало концепте бесконачности и потпуности. Baldwin & Norton (2012), цитирајући Katz & Katz (2010a), такође закључују да је третман идентитета заснован на оваквим аргументима, без формалног концепта лимеса, преурањен. Cheng (2023) се слаже, тврдећи да знање да се 0,999... може помножити са 10 померањем децималног зареза претпоставља одговор на дубље питање како се уопште даје значење изразу 0,999.... Исти аргумент даје и Richman (1999), који примећује да скептици могу довести у питање да ли се {\displaystyle x} може скратити—то јест, да ли има смисла одузети {\displaystyle x} са обе стране. Eisenmann (2008) слично тврди да и множење и одузимање које уклања бесконачни децимални запис захтевају даље оправдање.

## Аналитички докази
Реална анализа је проучавање логичких основа анализе, укључујући понашање низова и редова реалних бројева. Докази у овом одељку успостављају 0,999... = 1 користећи технике познате из реалне анализе.

### Бесконачни редови и низови
Уобичајени развој децималних записа је да се они дефинишу као бесконачни редови. Уопштено:
{\displaystyle b_{0},b_{1}b_{2}b_{3}b_{4}\ldots =b_{0}+b_{1}\left({\tfrac {1}{10}}\right)+b_{2}\left({\tfrac {1}{10}}\right)^{2}+b_{3}\left({\tfrac {1}{10}}\right)^{3}+b_{4}\left({\tfrac {1}{10}}\right)^{4}+\cdots .}
За 0,999... може се применити теорема о конвергенцији која се односи на геометријски ред, која каже да ако је {\displaystyle \vert r\vert } < 1, онда:
{\displaystyle ar+ar^{2}+ar^{3}+\cdots ={\frac {ar}{1-r}}.}
Пошто је 0,999... такав збир са {\displaystyle a=9} и количником {\displaystyle \textstyle r={\frac {1}{10}}}, теорема брзо решава питање:
{\displaystyle 0,999\ldots =0+9\left({\tfrac {1}{10}}\right)+9\left({\tfrac {1}{10}}\right)^{2}+9\left({\tfrac {1}{10}}\right)^{3}+\cdots ={\frac {9\left({\tfrac {1}{10}}\right)}{1-{\tfrac {1}{10}}}}=1.}
Овај доказ се појављује још 1770. године у Елементи алгебре Леонарда Ојлера.
Збир геометријског реда је сам по себи резултат чак и старији од Ојлера. Типично извођење из 18. века користило је манипулацију члан по члан сличну алгебарском доказу датом горе, и чак 1811. године, Боникаслов уџбеник Увод у алгебру користи такав аргумент за геометријске редове да оправда исти маневар на 0,999... Реакција из 19. века против таквих либералних метода сумирања резултирала је дефиницијом која и данас доминира: збир реда се дефинише као лимес низа његових парцијалних сума. Одговарајући доказ теореме експлицитно израчунава тај низ; може се наћи у неколико увода у анализу или калкулус заснованих на доказима.
Низ ({\displaystyle x_{0}}, {\displaystyle x_{1}}, {\displaystyle x_{2}}, ...) има вредност {\displaystyle x} као свој лимес ако растојање {\displaystyle \left\vert x-x_{n}\right\vert } постане произвољно мало како {\displaystyle n} расте. Тврдња да се 0,999... = 1 може сама по себи тумачити и доказати као лимес:
{\displaystyle 0,999\ldots \ {\overset {\underset {\mathrm {def} }{}}{=}}\ \lim _{n\to \infty }0.\underbrace {99\ldots 9} _{n}\ {\overset {\underset {\mathrm {def} }{}}{=}}\ \lim _{n\to \infty }\sum _{k=1}^{n}{\frac {9}{10^{k}}}=\lim _{n\to \infty }\left(1-{\frac {1}{10^{n}}}\right)=1-\lim _{n\to \infty }{\frac {1}{10^{n}}}=1-0=1.}
Прве две једнакости могу се тумачити као симболичке скраћене дефиниције. Преостале једнакости се могу доказати. Последњи корак, да 10-n тежи 0 док {\displaystyle n} тежи бесконачности ({\displaystyle \infty }), често се оправдава Архимедовом аксиомом реалних бројева. Овај став према 0,999... заснован на лимесима често се изражава у евокативнијим, али мање прецизним терминима. На пример, уџбеник из 1846. године Универзитетска аритметика објашњава: „.999 +, настављено до бесконачности = 1, јер свако додавање једне 9-ке приближава вредност 1”; уџбеник из 1895. Аритметика за школе каже: „када се узме велики број 9-ки, разлика између 1 и .99999... постаје незамисливо мала”. Такве хеуристике студенти често погрешно тумаче као да имплицирају да је сам 0,999... мањи од 1.

### Угнежђени интервали и најмање горње границе
Горе наведена дефиниција реда дефинише реалан број именован децималним записом. Комплементаран приступ је прилагођен супротном процесу: за дати реалан број, дефинисати децимални запис(е) који га именују.
Ако се зна да се реалан број {\displaystyle x} налази у затвореном интервалу [0, 10] (то јест, већи је или једнак 0 и мањи или једнак 10), може се замислити подела тог интервала на десет делова који се преклапају само на крајњим тачкама: [0, 1], [1, 2], [2, 3], и тако даље до [9, 10]. Број {\displaystyle x} мора припадати једном од њих; ако припада [2, 3], онда се записује цифра „2” и тај интервал се даље дели на [2, 2,1], [2,1, 2,2], ..., [2,8, 2,9], [2,9, 3]. Настављањем овог процеса добија се бесконачан низ угнежђених интервала, означен бесконачним низом цифара {\displaystyle b_{1}}, {\displaystyle b_{2}}, {\displaystyle b_{3}}, ..., и пише се
{\displaystyle x=b_{0}.b_{1}b_{2}b_{3}\ldots \,.}
У овом формализму, идентитети 1 = 0,999... и 1 = 1,000... одражавају, респективно, чињеницу да 1 лежи и у [0, 1] и у [1, 2], па се може изабрати било који подинтервал приликом проналажења његових цифара. Да би се осигурало да ова нотација не злоупотребљава знак „=”, потребан је начин да се реконструише јединствен реалан број за сваки децимални запис. Ово се може урадити помоћу лимеса, али друге конструкције настављају са темом уређења.
Један директан избор је Канторов принцип уметнутих интервала, који гарантује да, за дати низ угнежђених, затворених интервала чије дужине постају произвољно мале, интервали садрже тачно један реалан број у свом пресеку. Дакле, {\displaystyle b_{1}}, {\displaystyle b_{2}}, {\displaystyle b_{3}}, ... се дефинише као јединствени број садржан у свим интервалима [{\displaystyle b_{0}}, {\displaystyle b_{0}} + 1], [{\displaystyle b_{0},b_{1}}, {\displaystyle b_{0},b_{1}} + 0,1], и тако даље. 0,999... је тада јединствени реалан број који лежи у свим интервалима [0, 1], [0,9, 1], [0,99, 1], и [0,99...9, 1] за сваки коначан низ деветки. Пошто је 1 елемент сваког од ових интервала, 0,999... = 1. Канторов принцип уметнутих интервала се обично заснива на фундаменталнијој карактеристици реалних бројева: постојању најмањих горњих граница или супремума. Да би се директно искористили ови објекти, може се дефинисати {\displaystyle b_{0},b_{1}b_{2}b_{3}}... као најмања горња граница скупа апроксиманата {\displaystyle b_{0}}, {\displaystyle b_{0},b_{1}}, {\displaystyle b_{0},b_{1}b_{2}}, ... Затим се може показати да је ова дефиниција (или дефиниција са угнежђеним интервалима) у складу са процедуром поделе, што поново имплицира 0,999... = 1. Том Апостол закључује: „чињеница да реалан број може имати два различита децимална записа је само одраз чињенице да два различита скупа реалних бројева могу имати исти супремум.”

## Докази из конструкције реалних бројева
Неки приступи експлицитно дефинишу реалне бројеве као одређене структуре изграђене на рационалним бројевима, користећи аксиоматску теорију скупова. Природни бројеви {0, 1, 2, 3, ...} почињу са 0 и настављају се навише тако да сваки број има свог следбеника. Природни бројеви се могу проширити својим негативним вредностима да би се добили сви цели бројеви, и даље проширити на размере, дајући рационалне бројеве. Ови бројевни системи су праћени аритметиком сабирања, одузимања, множења и дељења. Суптилније, они укључују уређење, тако да се један број може упоредити са другим и утврдити да је мањи, већи или једнак другом броју.
Корак од рационалних до реалних бројева је велико проширење. Постоје најмање два популарна начина да се овај корак постигне, оба објављена 1872. године: Дедекиндови резови и Кошијеви низови. Докази да 0,999... = 1 који директно користе ове конструкције не налазе се у уџбеницима реалне анализе, где је савремени тренд последњих неколико деценија да се користи аксиоматска анализа. Чак и када се понуди конструкција, она се обично примењује за доказивање аксиома реалних бројева, који затим подржавају горе наведене доказе. Међутим, неколико аутора изражава идеју да је почетак са конструкцијом логички прикладнији, а резултујући докази су самосталнији.

### Дедекиндови резови
У приступу са Дедекиндовим резовима, сваки реалан број {\displaystyle x} се дефинише као бесконачан скуп свих рационалних бројева мањих од {\displaystyle x}. Конкретно, реалан број 1 је скуп свих рационалних бројева који су мањи од 1. Сваки позитиван децимални запис лако одређује Дедекиндов рез: скуп рационалних бројева који су мањи од неке фазе записа. Дакле, реалан број 0,999... је скуп рационалних бројева {\displaystyle r} таквих да је {\displaystyle r} < 0, или {\displaystyle r} < 0,9, или {\displaystyle r} < 0,99, или је {\displaystyle r} мањи од неког другог броја облика
{\displaystyle 1-{\frac {1}{10^{n}}}=0,(9)_{n}=0,\underbrace {99\ldots 9} _{n{\text{ деветки}}}.}
Сваки елемент 0,999... је мањи од 1, па је елемент реалног броја 1. Супротно томе, сви елементи 1 су рационални бројеви који се могу написати као
{\displaystyle {\frac {a}{b}}<1,}
са {\displaystyle b>0} и {\displaystyle b>a}. Ово имплицира
{\displaystyle 1-{\frac {a}{b}}={\frac {b-a}{b}}\geq {\frac {1}{b}}>{\frac {1}{10^{b}}},}
и стога
{\displaystyle {\frac {a}{b}}<1-{\frac {1}{10^{b}}}.}
Пошто је
{\displaystyle 1-{\frac {1}{10^{b}}}=0,(9)_{b}<0,999\ldots ,}
по горенаведеној дефиницији, сваки елемент од 1 је такође елемент од 0,999..., и, у комбинацији са доказом изнад да је сваки елемент од 0,999... такође елемент од 1, скупови 0,999... и 1 садрже исте рационалне бројеве, и стога су исти скуп, то јест, 0,999... = 1. Дефиницију реалних бројева као Дедекиндових резова први пут је објавио Рихард Дедекинд 1872. године.
Горенаведени приступ додељивања реалног броја сваком децималном запису дугује се експозиторном раду под насловом „Да ли је 0,999 ... = 1?” Фреда Ричмана у Mathematics Magazine. Ричман примећује да узимање Дедекиндових резова у било ком густом подскупу рационалних бројева даје исте резултате; посебно, он користи децималне разломке, за које је доказ непосреднији. Он такође примећује да дефиниције обично дозвољавају да {{\displaystyle x} | {\displaystyle x} < 1} буде рез, али не и {{\displaystyle x} | {\displaystyle x} ≤ 1} (или обрнуто). Даља модификација процедуре води до другачије структуре где ова два броја нису једнака. Иако је то конзистентно, многа уобичајена правила децималне аритметике више не важе, на пример, разломак {\textstyle {\frac {1}{3}}} нема приказ; погледајте алтернативне бројевне системе испод.

### Кошијеви низови
Други приступ је дефинисање реалног броја као лимеса Кошијевог низа рационалних бројева. Ова конструкција реалних бројева користи уређење рационалних бројева мање директно. Прво, растојање између {\displaystyle x} и {\displaystyle y} дефинише се као апсолутна вредност {\displaystyle \left\vert x-y\right\vert }, где се апсолутна вредност {\displaystyle \left\vert z\right\vert } дефинише као максимум од {\displaystyle z} и {\displaystyle -z}, дакле никада није негативна. Затим се реални бројеви дефинишу као низови рационалних бројева који имају својство Кошијевог низа користећи ово растојање. То јест, у низу {\displaystyle x_{0}}, {\displaystyle x_{1}}, {\displaystyle x_{2}}, ..., пресликавању из природних бројева у рационалне, за било који позитиван рационалан број {\displaystyle \delta } постоји {\displaystyle N} тако да је {\displaystyle \left\vert x_{m}-x_{n}\right\vert \leq \delta } за све {\displaystyle m,n>N}; растојање између чланова постаје мање од било ког позитивног рационалног броја.
Ако су {\displaystyle (x_{n})} и {\displaystyle (y_{n})} два Кошијева низа, онда се дефинише да су они једнаки као реални бројеви ако низ {\displaystyle (x_{n}-y_{n})} има лимес 0. Скраћења децималног броја {\displaystyle b_{0},b_{1}b_{2}b_{3}}... генеришу низ рационалних бројева, који је Кошијев; ово се узима да дефинише реалну вредност броја. Тако је у овом формализму задатак показати да низ рационалних бројева
{\displaystyle \left(1-0,1-{9 \over 10},1-{99 \over 100},\ldots \right)=\left(1,{1 \over 10},{1 \over 100},\ldots \right)}
има лимес 0. С обзиром на {\displaystyle n}-ти члан низа, за {\displaystyle n\in \mathbb {N} }, мора се стога показати да
{\displaystyle \lim _{n\rightarrow \infty }{\frac {1}{10^{n}}}=0.}
Ово се може доказати дефиницијом лимеса. Дакле, поново, 0,999... = 1.
Дефиницију реалних бројева као Кошијевих низова први пут су објавили одвојено Едуард Хајне и Георг Кантор, такође 1872. године. Горенаведени приступ децималним записима, укључујући доказ да је 0,999... = 1, блиско прати рад Грифитса и Хилтона из 1970. године Свеобухватни уџбеник класичне математике: савремена интерпретација.

### Бесконачни децимални запис
Уобичајено у средњошколском математичком образовању, реални бројеви се конструишу дефинисањем броја помоћу целог броја праћеног децималним зарезом и бесконачног низа написаног као стринг који представља разломачки део било ког датог реалног броја. У овој конструкцији, скуп било које комбинације целог броја и цифара после децималне тачке (или основне тачке у системима који нису у бази 10) је скуп реалних бројева. Може се ригорозно показати да ова конструкција задовољава све реалне аксиоме након дефинисања релација еквиваленције над скупом који дефинише 1 =eq 0,999... као и за било које друге не-нулте децималне бројеве са само коначним бројем не-нултих чланова у децималном стрингу са својом верзијом са завршним деветкама. Другим речима, једнакост 0,999... = 1 је неопходан услов да се низови цифара понашају како би реални бројеви требало.

### Густ поредак
Један од појмова који може решити проблем је захтев да реални бројеви буду густо уређени. Густ поредак имплицира да ако не постоји нови елемент строго између два елемента скупа, та два елемента се морају сматрати једнаким. Стога, ако би 0,99999... било различито од 1, морао би постојати други реалан број између њих, али га нема: ниједна цифра се не може променити у било ком од ова два броја да би се добио такав број.

## Уопштења
Резултат да је 0,999... = 1 лако се уопштава на два начина. Прво, сваки не-нулти број са коначним децималним записом (еквивалентно, са бесконачним низом нула на крају) има свој пандан са завршним деветкама. На пример, 0,24999... једнако је 0,25, тачно као у посебном случају који смо разматрали. Ови бројеви су тачно децимални разломци, и они су густи.
Друго, упоредива теорема се примењује у свакој основи. На пример, у бази 2 (бинарни систем) 0,111... једнако је 1, а у бази 3 (тернарни систем) 0,222... једнако је 1. Уопштено, сваки коначни израз у бази {\displaystyle b} има пандан са поновљеним завршним цифрама једнаким {\displaystyle b} − 1. Уџбеници реалне анализе вероватно ће прескочити пример 0,999... и представити једно или оба ова уопштења од почетка.
Алтернативни прикази броја 1 се такође јављају у неосновама које нису цели бројеви. На пример, у бази златног пресека, два стандардна приказа су 1,000... и 0,101010..., и постоји бесконачно много других приказа који укључују суседне јединице. Уопштено, за скоро све {\displaystyle q} између 1 и 2, постоји непребројиво много записа броја 1 у бази-{\displaystyle q}. Насупрот томе, још увек постоји непребројиво много {\displaystyle q}, укључујући све природне бројеве веће од 1, за које постоји само један запис броја 1 у бази-{\displaystyle q}, осим тривијалног 1,000... Овај резултат су први добили Пал Ердеш, Миклош Хорват и Иштван Јо око 1990. године. Године 1998. Вилмош Коморник и Паола Лорети одредили су најмању такву базу, Коморник-Лоретијеву константу {\displaystyle q} = 1,787231650.... У овој бази, 1 = 0,11010011001011010010110011010011...; цифре су дате Туе-Морзеовим низом, који се не понавља.
Далекосежније уопштење се односи на најопштије позиционе бројевне системе. Они такође имају вишеструке приказе, и у неком смислу, тешкоће су још веће. На пример:
- У балансираном тернарном систему, {\textstyle {\frac {1}{2}}} = 0,111... = 1,111....
- У инверзном факторијелском бројном систему (користећи базе 2!, 3!, 4!, ... за позиције после децималног зареза), 1 = 1,000... = 0,1234....

Petkovšek (1990) је доказао да за било који позициони систем који именује све реалне бројеве, скуп реалних бројева са вишеструким приказима је увек густ. Он назива доказ „поучном вежбом из елементарне топологије скупа тачака”; он укључује посматрање скупова позиционих вредности као Стоунових простора и примећивање да су њихови реални прикази дати непрекидним функцијама.

## Примене
Једна примена 0,999... као приказа броја 1 јавља се у елементарној теорији бројева. Године 1802, Х. Гудвин је објавио запажање о појави деветки у периодичним децималним приказима разломака чији су имениоци одређени прости бројеви. Примери укључују:
- {\textstyle {\frac {1}{7}}} = 0,142857 и 142 + 857 = 999.
- {\textstyle {\frac {1}{73}}} = 0,01369863 и 0136 + 9863 = 9999.

Е. Миди је 1836. године доказао општи резултат о таквим разломцима, који се данас назива Мидијева теорема. Публикација је била непозната, и нејасно је да ли је његов доказ директно укључивао 0,999..., али барем један савремени доказ Вилијама Г. Левита то чини. Ако се може доказати да ако је децимални број облика {\displaystyle 0,b_{1}b_{2}b_{3}}... позитиван цео број, онда то мора бити 0,999..., што је онда извор деветки у теореми. Истраживања у овом правцу могу мотивисати такве концепте као што су највећи заједнички делилац, модуларна аритметика, Фермаови прости бројеви, ред групних елемената, и квадратни реципроцитет.
Враћајући се на реалну анализу, аналог у бази 3 0,222... = 1 игра кључну улогу у карактеризацији једног од најједноставнијих фрактала, Канторовог скупа средњих трећина: тачка у јединичном интервалу лежи у Канторовом скупу акко се може представити у тернарном систему користећи само цифре 0 и 2.
{\displaystyle n}-та цифра приказа одражава положај тачке у {\displaystyle n}-тој фази конструкције. На пример, тачка {\textstyle {\frac {2}{3}}} је дата уобичајеним приказом 0,2 или 0,2000..., пошто лежи десно од првог брисања и лево од сваког следећег брисања. Тачка {\textstyle {\frac {1}{3}}} се не представља као 0,1 већ као 0,0222..., пошто лежи лево од првог брисања и десно од сваког следећег брисања.
Понављајуће деветке се такође појављују у још једном делу Георга Кантора. Оне се морају узети у обзир да би се конструисао валидан доказ, примењујући његов дијагонални аргумент из 1891. на децималне записе, о непребројивости јединичног интервала. Такав доказ мора бити у стању да прогласи одређене парове реалних бројева различитим на основу њихових децималних записа, па је потребно избегавати парове попут 0,2 и 0,1999... Једноставан метод представља све бројеве са не-коначним записима; супротан метод искључује понављајуће деветке. Варијанта која је можда ближа Канторовом оригиналном аргументу користи базу 2, а претварањем записа у бази 3 у записе у бази 2, може се доказати и непребројивост Канторовог скупа.

## Скептицизам у образовању
Ученици математике често одбацују једнакост 0,999... и 1, из разлога који се крећу од њиховог различитог изгледа до дубоких сумњи у концепт лимеса и неслагања око природе инфинитезимала. Постоји много уобичајених фактора који доприносе забуни:
- Ученици су често „ментално посвећени идеји да се број може представити на један и само један начин децималним записом”. Видети два очигледно различита децимална записа који представљају исти број изгледа као парадокс, што је појачано појавом наизглед добро схваћеног броја 1.[е]
- Неки ученици тумаче „0,999...” (или сличну нотацију) као дугачак, али коначан низ деветки, могуће са променљивом, неодређеном дужином. Ако прихвате бесконачан низ деветки, можда и даље очекују последњу деветку „у бесконачности”.[52]
- Интуиција и двосмислено подучавање наводе ученике да размишљају о лимесу низа као о врсти бесконачног процеса, а не о фиксној вредности, пошто низ не мора да достигне свој лимес. Тамо где ученици прихватају разлику између низа бројева и његовог лимеса, они би могли читати „0,999...” као да означава низ, а не његов лимес.[53]

Ове идеје су погрешне у контексту стандардних реалних бројева, иако неке могу бити валидне у другим бројевним системима, било да су измишљени због своје опште математичке корисности или као поучни контрапримери за боље разумевање 0,999...; погледајте У алтернативним бројевним системима испод.
Многа од ових објашњења пронашао је Дејвид Тол, који је проучавао карактеристике наставе и когниције које доводе до неких од неспоразума са којима се сусретао код својих студената. Интервјуишући своје студенте да би утврдио зашто је велика већина у почетку одбацила једнакост, открио је да „студенти настављају да замишљају 0,999... као низ бројева који се све више приближава 1, а не као фиксну вредност, јер 'нисте прецизирали колико има места' или 'то је најближи могући децимални број испод 1'”.
Елементарни аргумент множења 0,333... = {\textstyle {\frac {1}{3}}} са 3 може убедити невољне студенте да је 0,999... = 1. Ипак, када се суоче са сукобом између свог веровања у прву једначину и неверице у другу, неки студенти или почну да не верују у прву једначину или једноставно постану фрустрирани. Ни софистицираније методе нису без мане: студенти који су у потпуности способни да примењују ригорозне дефиниције и даље се могу вратити интуитивним сликама када су изненађени резултатом у напредној математици, укључујући 0,999.... На пример, једна студенткиња реалне анализе је успела да докаже да је 0,333... = {\textstyle {\frac {1}{3}}} користећи дефиницију супремума, али је затим инсистирала да је 0,999... < 1 на основу свог ранијег разумевања дугог дељења. Други и даље могу да докажу да је {\textstyle {\frac {1}{3}}} = 0,333..., али, када се суоче са разломачким доказом, инсистирају да „логика” надјачава математичке прорачуне.
Mazur (2005) прича причу о свом иначе бриљантном студенту анализе који је „оспоравао готово све што сам рекао на часу, али никада није доводио у питање свој калкулатор”, и који је поверовао да је девет цифара све што је потребно за математику, укључујући израчунавање квадратног корена из 23. Студент је остао нелагодан са граничним аргументом да је 9,99... = 10, називајући га „дивље замишљеним бесконачним процесом раста”.
Као део APOS теорије математичког учења, Dubinsky et al. (2005) предлажу да студенти који замишљају 0,999... као коначан, неодређен низ са бесконачно малим растојањем од 1 „још нису конструисали потпуну процес-концепцију бесконачног децималног броја”. Други студенти који имају потпуну процес-концепцију 0,999... можда још увек не могу да „енкапсулирају” тај процес у „објект-концепцију”, као што је објект-концепција коју имају о 1, па стога виде процес 0,999... и објекат 1 као неспојиве. Они такође повезују ову менталну способност енкапсулације са гледањем на {\textstyle {\frac {1}{3}}} као на број за себе и са бављењем скупом природних бројева као целином.

## Културни феномен
Са порастом интернета, дебате о 0,999... постале су уобичајене на дискусионим групама и интернет форумима, укључујући многе које номинално немају много везе са математиком. У дискусионој групи sci.math деведесетих година, расправа о 0,999... постала је „популаран спорт” и била је једно од питања на које је одговорено у њеном FAQ. FAQ укратко покрива {\displaystyle \textstyle {\frac {1}{3}}}, множење са 10 и лимесе, и алудира и на Кошијеве низове.
Издање колумне општег интереса The Straight Dope из 2003. године разматра 0,999... преко {\textstyle {\frac {1}{3}}} и лимеса, говорећи о заблудама:
Нижи примат у нама се и даље опире, говорећи: .999~ заправо не представља број, већ процес. Да бисмо пронашли број, морамо зауставити процес, у ком тренутку се ствар .999~ = 1 распада.

Глупост.
Чланак у Slate-у извештава да је концепт 0,999... „жестоко оспораван на веб-сајтовима у распону од форума за World of Warcraft до форума Ајн Ранд”. 
0,999... се такође појављује у математичким вицевима, као што је:

П: Колико математичара је потребно да се заврне сијалица?

О: 0,999999....

Чињеница да је 0,999... једнако 1 упоређена је са Зеноновим парадоксом тркача. Парадокс тркача се може математички моделирати и онда, као и 0,999..., решити помоћу геометријског реда. Међутим, није јасно да ли овај математички третман решава основна метафизичка питања која је Зенон истраживао.

## У алтернативним бројевним системима
Иако реални бројеви чине изузетно користан бројевни систем, одлука да се нотација „0,999...” тумачи као именовање реалног броја је на крају конвенција, а Тимоти Гауерс у Математика: Врло кратак увод тврди да је резултујући идентитет 0,999... = 1 такође конвенција:

Међутим, то нипошто није произвољна конвенција, јер неприхватање исте приморава човека или да измисли чудне нове објекте или да напусти нека од познатих правила аритметике.

### Инфинитезимали
Неки докази да се 0,999... = 1 ослањају на Архимедову аксиому реалних бројева: да не постоје не-нулти инфинитезимали. Конкретно, разлика 1 − 0,999... мора бити мања од било ког позитивног рационалног броја, па мора бити инфинитезимал; али пошто реални бројеви не садрже не-нулте инфинитезимале, разлика је нула, и стога су две вредности исте.
Међутим, постоје математички кохерентне уређене алгебарске структуре, укључујући различите алтернативе реалним бројевима, које су не-Архимедове. Нестандардна анализа пружа бројевни систем са пуним низом инфинитезимала (и њихових инверза). А. Х. Лајтстоун је развио децимални запис за хиперреалне бројеве у (0, 1)∗. Лајтстоун показује како се сваком броју може придружити низ цифара,
{\displaystyle 0.d_{1}d_{2}d_{3}\ldots ;\ldots d_{\infty -1}d_{\infty }d_{\infty +1}\ldots ,}
индексиран хиперприродним бројевима. Иако не расправља директно о 0,999..., он показује да је реалан број {\textstyle {\frac {1}{3}}} представљен као 0,333...;...333..., што је последица принципа преноса. Као последица, број 0,999...;...999... = 1. Са овом врстом децималног приказа, не представља сваки запис број. Конкретно, „0,333...;...000...” и „0,999...;...000...” не одговарају ниједном броју.
Стандардна дефиниција броја 0,999... је лимес низа 0,9, 0,99, 0,999, ... Другачија дефиниција укључује ултралимес, тј. класу еквиваленције [(0,9, 0,99, 0,999, ...)] овог низа у ултрастепен конструкцији, што је број који је за инфинитезимални износ мањи од 1. Уопштеније, хиперреални број {\displaystyle u_{H}} = 0,999...;...999000..., са последњом цифром 9 на бесконачном хиперприродном рангу {\displaystyle H}, задовољава строгу неједнакост {\displaystyle u_{H}<1}. Сходно томе, алтернативна интерпретација за „нула праћена бесконачним бројем деветки” могла би бити
{\displaystyle {\underset {H}{0.\underbrace {999\ldots } }}\;=1\;-\;{\frac {1}{10^{H}}}.}
Све такве интерпретације „0,999...” су бесконачно близу 1. Ијан Стјуарт карактерише ову интерпретацију као „потпуно разуман” начин да се ригорозно оправда интуиција да „нешто мало недостаје” од 1 у 0,999.... Заједно са Katz & Katz (2010b), Ely (2010) такође доводи у питање претпоставку да су идеје ученика о 0,999... < 1 погрешне интуиције о реалним бројевима, тумачећи их радије као нестандардне интуиције које би могле бити вредне у учењу анализе.

### Хакенбуш
Комбинаторна теорија игара пружа генерализовани концепт броја који обухвата реалне бројеве и много више. На пример, 1974. године, Елвин Берлекамп је описао кореспонденцију између низова црвених и плавих сегмената у Хакенбушу и бинарних записа реалних бројева, мотивисан идејом компресије података. На пример, вредност Хакенбуш низа LRRLRLRL... је 0,010101...2 = {\textstyle {\frac {1}{3}}}. Међутим, вредност LRLLL... (која одговара 0,111...2) је инфинитезимално мања од 1. Разлика између њих је надреални број {\textstyle {\frac {1}{\omega }}}, где је {\displaystyle \omega } први бесконачни ординал; релевантна игра је LRRRR... или 0,000...2.
Ово важи за бинарне записе многих рационалних бројева, где су вредности бројева једнаке, али одговарајуће путање у бинарном стаблу су различите. На пример, 0,10111...2 = 0,11000...2, што је обоје једнако {\displaystyle \textstyle {\frac {3}{4}}}, али први приказ одговара путањи бинарног стабла LRLRLLL..., док други одговара различитој путањи LRLLRRR...

### Поновно разматрање одузимања
Други начин на који би докази могли бити поткопани је ако 1 − 0,999... једноставно не постоји јер одузимање није увек могуће. Математичке структуре са операцијом сабирања, али не и са операцијом одузимања, укључују комутативне полугрупе, комутативне моноиде и полупрстенове. Richman (1999) разматра два таква система, дизајнирана тако да је 0,999... < 1.
Прво, Richman (1999) дефинише ненегативни децимални број као дословни децимални запис. Он дефинише лексикографски поредак и операцију сабирања, примећујући да је 0,999... < 1 једноставно зато што је 0 < 1 на месту јединица, али за било који не-коначни {\displaystyle x}, имамо 0,999... + {\displaystyle x} = 1 + {\displaystyle x}. Дакле, једна посебност децималних бројева је да се сабирање не може увек поништити; друга је да ниједан децимални број не одговара {\displaystyle \textstyle {\frac {1}{3}}}. Након дефинисања множења, децимални бројеви чине позитиван, потпуно уређен, комутативни полупрстен.
У процесу дефинисања множења, Ричман такође дефинише други систем који назива „рез {\displaystyle D}”, што је скуп Дедекиндових резова децималних разломака. Обично ова дефиниција води до реалних бројева, али за децимални разломак {\displaystyle d} он дозвољава и рез ({\displaystyle -\infty }, {\displaystyle d}) и „главни рез” ({\displaystyle -\infty }, {\displaystyle d}]. Резултат је да реални бројеви „живе нелагодно заједно са” децималним разломцима. Опет је 0,999... < 1. У резу {\displaystyle D} нема позитивних инфинитезимала, али постоји „нека врста негативног инфинитезимала”, 0−, који нема децимални запис. Он закључује да је 0,999... = 1 + 0−, док једначина „0,999... + {\displaystyle x} = 1” нема решење.

### p-адски бројеви
Када се пита о 0,999..., почетници често верују да би требало да постоји „последња 9”, верујући да је 1 − 0,999... позитиван број који пишу као „0,000...1”. Без обзира да ли то има смисла, интуитивни циљ је јасан: додавање 1 на последњу 9 у 0,999... би пренело све деветке у нуле и оставило 1 на месту јединица. Између осталих разлога, ова идеја не успева јер не постоји „последња 9” у 0,999.... Међутим, постоји систем који садржи бесконачан низ деветки укључујући и последњу деветку.
{\displaystyle p}-адски бројеви су алтернативни бројевни систем од интереса у теорији бројева. Као и реални бројеви, {\displaystyle p}-адски бројеви се могу изградити од рационалних бројева преко Кошијевих низова; конструкција користи другачију метрику у којој је 0 ближе {\displaystyle p}, и много ближе {\displaystyle p^{n}}, него 1. {\displaystyle p}-адски бројеви формирају поље за прост број {\displaystyle p} и прстен за друге {\displaystyle p}, укључујући 10. Дакле, аритметика се може изводити у {\displaystyle p}-адским бројевима, и нема инфинитезимала.
У 10-адским бројевима, аналози децималних записа иду улево. 10-адски запис ...999 има последњу 9, а нема прву 9. Може се додати 1 на место јединица, и иза себе оставља само нуле након преноса: 1 + ...999 = ...000 = 0, па је ...999 = −1. Друго извођење користи геометријски ред. Бесконачни ред имплициран са „...999” не конвергира у реалним бројевима, али конвергира у 10-адским бројевима, па се може поново користити позната формула:
{\displaystyle \ldots 999=9+9(10)+9(10)^{2}+9(10)^{3}+\cdots ={\frac {9}{1-10}}=-1.}
Упоредите са редом у одељку изнад. Треће извођење је измислио ученик седмог разреда који је био сумњичав према аргументу свог наставника о лимесу да је 0,999... = 1, али га је инспирисало да узме доказ са множењем са 10 изнад у супротном смеру: ако је {\displaystyle x} = ...999, онда је 10{\displaystyle x} = ...990, па је 10{\displaystyle x} = {\displaystyle x} − 9, стога је {\displaystyle x} = −1 поново.
Као последње проширење, пошто је 0,999... = 1 (у реалним бројевима) и ...999 = −1 (у 10-адским бројевима), онда се „слепом вером и безобзирним жонглирањем симболима” могу сабрати две једначине и доћи до ...999,999... = 0. Ова једначина нема смисла ни као 10-адски запис ни као обичан децимални запис, али се испоставља да је смислена и тачна у двоструко бесконачном децималном запису 10-адског соленоида, са периодичним левим крајевима који представљају реалне бројеве и периодичним десним крајевима који представљају 10-адске бројеве.

## Белешке
1. ↑  На пример, ово се може показати на следећи начин: ако је x било који број такав да је 0,(9)n ≤ x < 1, онда је 0,(9)n−1 ≤ 10x − 9 < x < 1. Дакле, ако x има ово својство за свако n, мањи број 10x − 9 га такође има.
2. ↑  Лимес следи, на пример, из Rudin (1976), стр. 57, Теорема 3.20е. За директнији приступ, погледајте и Finney, Weir & Giordano (2001), одељак 8.1, пример 2(а), пример 6(б).
3. ↑  Историјску синтезу тврде Griffiths & Hilton (1970), стр. xiv и поново Pugh (2002), стр. 10; обојица заправо преферирају Дедекиндове резове у односу на аксиоме. За употребу резова у уџбеницима, погледајте Pugh (2002), стр. 17 или Rudin (1976), стр. 17. За гледишта о логици, погледајте Pugh (2002), стр. 10, Rudin (1976), стр. ix, или Munkres (2000), стр. 30.
4. ↑  Enderton (1977), стр. 113 квалификује овај опис: „Идеја иза Дедекиндових резова је да се реалан број x може именовати давањем бесконачног скупа рационалних бројева, наиме свих рационалних бројева мањих од x. Ми ћемо у суштини дефинисати x као скуп рационалних бројева мањих од x. Да бисмо избегли циркуларност у дефиницији, морамо бити у стању да карактеришемо скупове рационалних бројева који се могу добити на овај начин...”
5. ↑  Rudin (1976), стр. 17–20, Richman (1999), стр. 399, или Enderton (1977), стр. 119. Да будемо прецизни, Рудин, Ричман и Ендертон овај рез називају 1∗, 1−, и 1R, респективно; сва тројица га идентификују са традиционалним реалним бројем 1. Приметите да оно што Рудин и Ендертон називају Дедекиндовим резом, Ричман назива „не-главним Дедекиндовим резом”.
6. ↑  Maor (1987), стр. 60 и Mankiewicz (2000), стр. 151 разматрају први метод; Манкијевич га приписује Кантору, али примарни извор је нејасан. Munkres (2000), стр. 50 помиње други метод.
7. ↑  Bunch (1982), стр. 119; Tall & Schwarzenberger (1978), стр. 6. Последњи предлог дугује се Burrell (1998), стр. 28: „Можда је најсигурнији од свих бројева 1 ... Стога је посебно узнемирујуће када неко покуша да подметне 0.9~ као 1.”
8. ↑  За потпун третман нестандардних бројева, погледајте Robinson (1996).
9. ↑  Stewart (2009), стр. 175; пуна расправа о 0,999... се протеже кроз стр. 172–175.
10. ↑  Berlekamp, Conway & Guy (1982), стр. 79–80, 307–311 разматрају 1 и 1/3 и дотичу се 1/ω. Игра за 0,111...2 следи директно из Берлекамповог правила.
11. ↑  Richman (1999), стр. 398–400. Rudin (1976), стр. 23 додељује ову алтернативну конструкцију (али над рационалним бројевима) као последњу вежбу Поглавља 1.